# Kohanita öltözék
A kohanita öltözék az a papi öltözék, amelyet a zsidó hagyomány szerint a kohaniták (Áron és férfi leszármazottai) viselhettek minden szentélybeli szolgálatkor.
Mózes második könyvében (שמות) olvashatunk a Tecáve (תצוה) hetiszakaszban, amelyben a papi feladatokat ellátó személyek öltözékéről tudunk meg többet. A ruhák méltóságot kölcsönöztek, fényesek, feltűnő színűek voltak, hogy mindenki jól lássa őket. A ruhadarabok több funkciót is elláttak, és a szentélybeli munkákhoz használták őket kizárólag. Miután felöltötték magukra papi öltözéküket, már nem érintkezhettek senkivel sem, nehogy tisztátalanná váljanak. Ezért volt szükség a feltűnő ruhára. Részei: melldísz, éfód, köpeny, szegélyes szövött köntös, süveg és öv.

## A melldísz (חשן)
Rási szerint ez volt legfelül a ruhán: egy, a szív fölött viselt ruhadísz. Valószínűleg aranyból készülhetett, rajta 12 drágakővel, melyekre a 12 törzs neve volt belevésve (Jákob fiainak neve születésük sorrendjében). (A felső sorban: rubinkő, topáz, smaragd. Alatta: karbunkulus, zafír, türkiz. A harmadik sorban: opál, achát/sebó; és ametiszt. Negyedik sorban végül: berill, sóham, jáspis.) Ez a melldísz (chósen hámispát) orákulumként is szolgált. A melldísz kétrétegű volt, minden oldalon nyitott, csak alul nem. „Törvénytevő melldísznek” is nevezték, mert abban volt az Urim és Tummim, amelynek segítségével a főpap I-tenhez fordult döntésért, ha a közösség nagy megoldásra váró kérdéseiről volt szó. Urim és Tummim szó szerint világosságokat és tökéletességeket jelent. Pontosabb leírásuk nem maradt fent, ezért nem tudhatjuk, hogy mik lehettek ezek. Néhány tudós feltevése szerint, egyfajta jóskő lehetett, amire I-ten neve volt rávésve. Azonban a 39. fejezetben, ahol a melldísz elkészítésének részletes leírása van, nincs említve az Urim és Tummim. Lehetséges, hogy a tizenkét kőnek az összefoglaló elnevezéséről van szó. A harmadik könyv 8. fejezet, 8 versében a főpap ruházata van leírva, ahol Urim és Tummimot említenek, viszont a tizenkét kőről nem esik szó. Ez alátámasztja azt a feltevést, hogy a két elnevezés azonos lehetett.

## Éfód (אפוד)
A tórai szöveg szerint szövött ruhadarab volt, amelyet aranyból, kékbíborból, piros bíborból, karmazsinból és sodrott bisszusból készítették. A vállnál összeilleszthető volt. A Hertz Biblia kommentárjában rövid szűk ruhadarabként említi, amelyet a kar alatt viseltek a testükön, és a vállak felett szalagokkal erősítettek meg. Úgy viselhették, mint egy kötényt. Az éfód anyaga a leírás szerint megegyezett a Szentély függönyeinek és szőnyegeinek anyagával, a főpap és a Szentély között fennálló kapcsolatot jelképezhette. Voltak benne arany szálak is, melyek a királyi hatalmat jelképezik, hiszen a főpap a közösség szellemi vezetője. Rási szerint az éfódot hátul kötötték meg. Szélessége ugyanakkora lehetett, mint egy férfihát szélessége. Azt, hogy a testre volt kötve ez a ruhadarab, Sámuel II. 6, 14 bizonyítja: „Dávid pedig táncolt egész erővel az Örökkévaló szine előtt; Dávid fel volt övezve len-éfoddal.” Azt, hogy nem csak egy öv volt, Mózes III. 8, 16-ban: „Ráadta a köntöst, körülövezte őt az övvel, felöltöztette a köpenybe, rátette az éfodot, körülövezte őt az éfod szorítójával és ráillesztette vele az éfodot.” Részeinek neve: „ktéfot” a vállrész, és „chésev” az övrésznek a neve. Ez a darab körülövezi, és díszíti a viselőjét.

## Köpeny (מעיל)
„És készítsd az éfodnak köpenyét teljesen kékbíborból.” (Mózes 2., 28:31)
A fejnek volt nyílása, aminek a szélét takácsok készítették. Páncéling pereméhez hasonlított, vagyis vastagra készítették, hogy ne szakadjon el könnyen. Az alsó szegélye díszesebb volt, mert a kékbíbor mellé pirosbíbort, karmazsint is használtak. A kommentár azt írja, hogy alul 72 díszítés volt a szegély körül, ami gránátalmából és csengettyűből állt. Két festett alma között volt felvarrva egy aranycsengő. Az aranycsengők, amelyek a köpenyhez tartoztak, imádkozás közben jelezték a gyülekezetnek az udvarban, hogy a főpap belép a szentélybe. Tehát a csengők jelzőeszközök voltak. Rási a köpenyt egyfajta ingnek, vagy köntösnek írja le. De ez csak felső ruházat lehetett, aminek csak a fejrészén volt kivágás.

## Süveg (מצנפת)
A homlokrészénél aranylemez volt amelybe belevésték „Szent az Örökkévalónak” (Mózes 2., 28:36). Ezt a díszt kékbíbor szalaggal erősítették a süveghez. A szalag a lemez sarkaira volt fűzve, megerősítette a főpap a homlokán. A fém nem érhetett a pap homlokához, mert ott volt a süveg bisszus anyaga. Rási boltozatos kalapnak írja le. A süveg formája határozta meg, hogy főpap vagy sima pap: a főpapoknak magas süvegük volt, a többiek turbánszerűt viseltek.

## Köntös (כתנת)
Kockás mintázatú volt, díszítés gyanánt. Leért a pap lábáig, és szorosan simult a testhez, az ujjai is hozzá simult a karhoz. Fehér színű volt, a tisztaság és szentség jeléül.

## Öv (אבנט)
A köntösön viselték, az éfodot meg a köpenyen viselték. Az övet minden pap viselte.

## Egyéb ruházat
Viseltek még alsó ruházatot is, ami a térdükig ért, pontosabban „ágyékuktól combjukig érjen”. Ezzel takarták el csupaszságukat. Vagyis elsőként egy alsó ruházatot vettek fel, majd jött a köntös, öv, köpeny, éfód, melldísz és a süveg, rajta az aranylemez. A szentélybe csak felszentelve léphettek be, hogy a szentélyt ne szentségtelenítsék meg. Ha már rajtuk volt a papi öltözékük nem léphetett senki a közelükbe. Ezért is volt rajtuk csengő, hogy tudják, mikor van a közelben a főpap, illetve hallják mikor lép be, és mikor jön ki a szentélyből. Egy másik szakaszban van leírva, hogy a belépés előtt raktak a lábukra egy kötelet, hogy ha valami történik, ki tudják őket húzni. Mai napig foglalkoznak azzal, hogy a papi ruhát elő tudják állítani, mert ha eljön a Messiás, akkor a szentély újra állni fog, és azokat a dolgokat csak abban az öltözékben lehet elvégezni. Ezzel csak ultraortodox szervezetek törődnek.

### Melldísz kövei
| Magyar név    | Héber neve | Fonetikus leírása | Színe, kommentár                                                 | 12 törzs tagjai |
| ------------- | ---------- | ----------------- | ---------------------------------------------------------------- | --------------- |
| Első sor:     |            |                   |                                                                  |                 |
| Rubinkő       | אדם        | ódem              | Vöröses színű drágakő.                                           | Reuben          |
| Tópáz         | פטדה       | pitdá             | Sárgás-zöldben játszó kő                                         | Simon           |
| Smaragd       | ברקת       | báreketh          | Zöldszínű drágakő                                                | Lévi            |
| Második sor:  |            |                   |                                                                  |                 |
| Karbankulus   | נפך        | nófech            |                                                                  | Júda            |
| Zafír         | ספיר       |                   | Sötétkék színű drágakő                                           | Zebulon         |
| Türkiz        | יהלם       | jahalom           | Világos kékes-zöld színű drágakő                                 | Jiszákár        |
| Harmadik sor: |            |                   |                                                                  |                 |
| Opál          | לשם        | lesem             | valószínű, hogy a nsm-ként ismert sárga egyiptomi drága kő lehet | Dán             |
| Achát         | שבו        | sebó              |                                                                  | Gád             |
| Ametiszt      | אחלמה      | achláma           |                                                                  | Áser            |
| Negyedik sor: |            |                   |                                                                  |                 |
| Berill        | תרשיש      | tarsis            |                                                                  | Naftali         |
| Sóham         | שהם        |                   |                                                                  | József          |
| Jáspis        | ישפה       |                   |                                                                  | Benjamin        |